# Gmina Ujsoły
Gmina Ujsoły je vesnická obec v okrese Żywiec ve Slezském vojvodství. V letech 1975–1998 obec byla pod administrativní správou vojvodství Bílsko. Sídlo úřadu gminy je v Ujsoły. V obci žilo přibližně 4 400 obyvatel.

## Poloha
Gmina Ujsoły se nachází v jižní části Slezského vojvodství, v Żywieckých Beskydech , přímo na hranici se Slovenskem. Obec má typický horský charakter, zaujímá rozlohu 109,95 km², z toho 25 % je orná půda a 70 % připadá na lesní půdu. Na území gminy se nachází dvacet jedna horských vrchů vyšších než 1000 m n. m., nejvyšší je hora Lipowska (1324 m n. m.). Gmina se nachází v Żywieckém přírodním parku, kde byly utvořeny tři přírodní rezervace: Oszast, Muńcuł a Dziobaki, které chrání pozůstatky karpatského pralesa.
Gmina má čtyři starostenské vesnice:: Ujsoły, Glinka, Złatna, Soblówka.

## Farnost
V gmině jsou dvě římskokatolické farnosti náležející pod děkanát Milowski, diecéze Bílsko-źywiecká. V Ujsołach je farnost svatého Josefa, která byla ustanocena v roce 1911, s farním kostelem sv. Josefa z roku 1927. Druhá farnost Neposkvrněné Panny Marie je v Sobolówce.

## Památky
- Ve vsi Złatna stojí Myslivna habsburského lesního úřadu je to historická dřevěná stavba z 19. století. Je v seznamu kulturních památek Polska pod číslem A 544/87 z 12. prosince 1987[5] a je součástí Stezky dřevěné architektury ve Slezském vojvodství.[6]
- Zděná kaplička v Ujsołach z první poloviny 18. století. Je v seznamu kulturních památek Polska pod číslem A 587/88 z 16. listopadu 1988.[5]
- Ve Zlatné jsou zachovalé pozůstatky po sklářské huti, která zde fungovala v letech 1815–1875.[7]